# Alnön
Alnön (szw. Alnön (ö)) – wyspa na Bałtyku należąca do Szwecji. Zajmuje 13. lokatę pod względem powierzchni wśród szwedzkich wysp.

## Geografia
Wyspa (pow. 67,79 km²; dł. 15 km; szer. 6 km; linia brzegowa 59 km) jest w większości nizinna.

## Ludność
Największym miastem jest Vi (4 997 mieszkańców w XII 2010 r.). Inne mniejsze miejscowości to: Ankarsvik (944 osoby), Gustavsberg (254 osoby), Hartungviken (235 osób), Hovid (225 osób), Hörningsholm (166 osób) i Röde och Båräng (193 osoby).